# !T.O.O.H.!
I !T.O.O.H.! (acronimo di The Obliteration of Humanity, in inglese "l'annientamento dell'umanità") sono una band progressive death metal originaria della Repubblica Ceca nata nel 1990.

## Storia del gruppo
I !T.O.O.H.! nacquero come Devastator per opera dei fratelli Jan e Josef Veselý, ma cambiarono nome nel 1993. La band fu smantellata dopo aver completato Ràd a Trest per difficoltà finanziarie dopo essere stati lasciati a piedi dalla Earache Records, che tolse dal commercio l'album dopo due mesi dal lancio.
La band ha ripreso la propria attività nel 2011, realizzando e pubblicando tempestivamente l'album Democratic Solution nel 2013 senza nessun contratto discografico.
Nei primi anni i loro testi musicali erano basati principalmente su violenza e tematiche splatter, per spostarsi poi su argomenti politici.

## Formazione
Attuale
- Jan "Schizoid" Veselý – voce, batteria (1990-2005, 2011-2013, 2017-presente)
- Josef "Humanoid" Veselý – voce, chitarra (1990-2005, 2011-2013, 2017-presente)

Ex-componenti
- Pavel "Android" Slavíček – basso (1996-1998)
- Wokis – chitarra (2004-2005)
- Petr "Freedom" Svoboda – basso (2004-2005)

## Discografia
- 2000 – Z Vyšší Vůle
- 2003 – Pod Vládou Biče
- 2005 – Řád a Trest
- 2013 – Democratic Solution